# 磯部喜一
磯部 喜一（いそべ きいち、1902年10月18日 - 1987年8月15日）は、日本の経済学者・経営学者。専門は、工業経済学、中小企業論。東京工業大学・武蔵大学名誉教授。

## 経歴
大阪府大阪市生まれ。1926年京都帝国大学経済学部卒。1949年「日本漆器工業論」で、経済学博士（京都大学）。1928年関西大学専任講師、助教授、教授、1944年東京工業大学生産工学部助教授、教授、1963年定年退官、名誉教授、広島大学工学部教授・武蔵大学教授。1972年武蔵大学名誉教授。日本工業経営学会会長。

## 著書
- 『工業政策要論』雄風館書房 1934
- 『工業政策講義案』甲文堂書店 1935
- 『工業組合論』甲文堂書店 1936
- 『経済政策綱要 前冊』甲文堂書店 1938
- 『工業政策要綱 第2分冊』甲文堂書店 1938
- 『中小商工業の組合運動』最近経済問題叢書 甲文堂書店 1939
- 『工業政策教材 第1分冊』船場書店 1940
- 『現代工業政策論』有斐閣 1942
- 『経済政策概論』有斐閣 1944
- 『日本漆器工業論 日本学術振興会第二十三小委員会報告』有斐閣 中小工業研究 1946
- 『アメリカ独占禁止法』同文館 経営学研究選書 1948
- 『協同組合』春秋社 現代商学全集 1950
- 『工業経営』同文館 1952
- 『中小企業等協同組合法』有斐閣 1952
- 『協同組合経営論』丸善 経営学全書 1970
- 『伝統産業論 その国際性の研究』有斐閣 1985

### 共編著
- 『中小工業統制組織』編 有斐閣 1941
- 『中小企業の組織化』編 有斐閣 中小企業叢書 1953
- 『中小工業経営便覧』大内経雄,都崎雅之助共編 森北出版 1955
- 『現代企業と経営組織』石田武雄共著 金原出版 経営工学選書 1959

### 翻訳
- コンラード・メレローヴィッチ『工業経営学』千倉書房 1961-1966